# 岡山県道411号垂水追分線
岡山県道411号垂水追分線（おかやまけんどう411ごう たるみおいわけせん）は、岡山県真庭市を通る一般県道（岡山県道）である。

## 概要
真庭市の落合垂水地内から上河内地内へ至る東西連絡型の市域内完結路線である。中国自動車道やJR西日本姫新線と並行する経路をとり、途中には美作落合駅と美作追分駅がある。また、一般国道網を補完し、岡山県中部の拠点都市である高梁市と岡山県北部の人口最大都市である津山市との連絡を担う路線でもある。
向津矢（中国自動車道向津矢橋付近） - 上河内（終点）間は、区間内に中央線のない狭隘区間があるため、路線バスを除く大型車両の通行は禁止されている。なお、この区間を迂回するバイパスの工事が進められており、2023年度（令和5年度）に開通を予定している。

### 路線データ
- 起点：岡山県真庭市落合垂水（国道313号交点）
- 終点：岡山県真庭市上河内（国道181号交点）
- 実延長：9.9 km[1]

## 歴史
並行する旧街道は出雲街道美作追分より分岐し、備中松山へ至る津山備中松山往来（備中往来）。岡山県道としては高梁市から久米郡久米町（現在の津山市）へ至る岡山県道高梁久米線（主要地方道）の一部だったが、大部分が国道313号に昇格したことに伴い、主要地方道指定廃止と県道網再編により一般県道として現行の路線となる。

### 年表
- 1954年（昭和29年）1月20日 - 建設省（現・国土交通省）が主要地方道高梁久米線を指定。
- 1970年（昭和45年）4月1日 - 岡山県道高梁久米線のうち、高梁市 - 真庭郡落合町垂水（当時）が国道313号に昇格[4]。
- 1972年（昭和47年）3月21日 - 岡山県告示第263号により岡山県道411号垂水追分線として認定し、岡山県告示第264号により岡山県道高梁久米線を廃止。
- 2014年（平成26年）9月2日 - 起点部で接続していた岡山県道30号落合建部線が岡山県告示第460号により道路の区域変更[注釈 1][5]。

## 路線状況

### 道路施設

#### 橋梁
- 落合大橋（延長258 m、幅員12.0 m 、旭川に架橋[6]、真庭市垂水 - 真庭市西原）

### 並行する旧街道
- 津山備中松山往来（備中往来）[3]

## 地理

### 通過する自治体
- 岡山県
  - 真庭市

### 交差する道路
| 交差する道路                  | 交差する場所 | 交差する場所 |
| ----------------------------- | ------------ | ------------ |
| 国道313号                     | 落合垂水     | 起点         |
| 岡山県道329号西原久世線       | 西原         |              |
| 岡山県道204号美作落合停車場線 | 西原         |              |
| 岡山県道370号江与味上河内線   | 上河内       |              |
| 国道181号                     | 上河内       | 終点         |

### 交差する鉄道
- 姫新線

### 沿線
- JR西日本姫新線
  - 美作落合駅 - 美作追分駅
- 美作市立河内小学校